# Orthotrichum delavayi
Orthotrichum delavayi är en bladmossart som beskrevs av Cao Tong in Cao Tong, Gao Chien och Wu Yu-huan 1998. Orthotrichum delavayi ingår i släktet hättemossor, och familjen Orthotrichaceae. Inga underarter finns listade i Catalogue of Life.